# Hada havelkae
Hada havelkae là một loài bướm đêm trong họ Noctuidae.